# Conceição de Macabu
Conceição de Macabu är en kommun i Brasilien.   Den ligger i delstaten Rio de Janeiro, i den sydöstra delen av landet, 900 km sydost om huvudstaden Brasília. Antalet invånare är 21 200.
Omgivningarna runt Conceição de Macabu är huvudsakligen savann. Runt Conceição de Macabu är det ganska tätbefolkat, med 75 invånare per kvadratkilometer.